# Biblioteket er åbent
Biblioteket er åbent er en dansk propagandafilm fra 1949 instrueret af Søren Melson efter manuskript af Ida Bachmann og S. Hjort Eriksen.

## Handling
En redegørelse for de danske folkebibliotekers mange arbejdsområder og den udstrakte service, bibliotekerne yder overfor særlige ønsker fra lånerne.